# Чужда мисионерска дейност в Търново
Чуждата мисионерска дейност в Търново в средата на ХІХ век е свързана със засиленото присъствие на чужденци по търговски, политически или дипломатически поводи.
След 1840-те години Търново става обект на чуждестранен интерес, породен от развитие на занаятите, в това число на бубарството. С униатското движение движение в града започват да се застояват за по-дълъг преиод италианци, унгарци, австрийци. Някои от тях поддържат тесни връзки с местни търговци като Ангел Попов, Никола Златев, Стефан Карагьозов. В броя на вестник „България“ от 20 юни 1859 г. се коментира пристигането на цяла група италианци и французи по търговията с пашкули.
Налице са сведения за посещения от официални лица – дипломати, пратеници със специална мисия като писателя Ламартин, маршал Молтке, проф. Виктор Григорович, пътешественика-географ Феликс Каниц. Те си тръгват с прекрасни впечатления.
През 1850 и 1860-те години чуждото присъствие се засилва. Избухнала е Кримската война (1853 – 1856). Търново става обект на засилена мисионерска пропаганда. В града се заселват няколко фамилии протестанти.
Един от най-активните католически мисионери е Евгений Боре, представител на Центъра за разпространение на вярата със седалище Париж. След като престоява в Търново няколко дни, заминава за Свищов. Посещава Българо-славянското училище, разглежда от високо местоположението на Търново. Взема портрети на няколко национални носии, селски българи, някои стари монети. Проф. Николай Генчев определя мосю Боре така: „големият духовник, дипломат и политически деец, великолепният публицист и тънък теолог Евгений Боре, който след това е избран за генерален секретар на Ордена на лазаристите, а по-късно и за негов ръководител.“
Архиепископ Брюнони и Евгений Боре са централни фигури на католическата пропаганда през 1850-те и 1860-те години, насочена към България, с център Цариград. С нея се заема Драган Цанков. Родом от Свищов, той прави опити да се вгради в живота на търновското общество. Подпомага създаването на обществено заведение за срещи и развлечения, читалня, в която се получават излизащите в Цариград вестници, търси пътища за откриване на печатница, интерисува се от учителско място и налага редактирания от него вестник „България“.
Масираната кампания на униатите предизвиква колективна реакция на търновчани. Те правят постъпки пред тогавашния каймаканин за изгонването на пришълеца Драган Цанков, документирана във вестникарска дописка. Каймаканинът Хасан Тахсен паша строго предупреждава Драган Цанков да си тръгне с чест. И той напуска Търново.
Гражданството оказва натиск и върху Пандели Кисимов да преустанови заниманията си „като ревностен настоятел и специален кореспондент“ на вестник „България“. В лицето на група ревности националисти и християни, съставена от Димитър х. Ничов, Кръстьо Момчоолу, Евстати х. Николов, Стефан Карагьозов, Атанас х. Николов, Георги Кабакчиев и учителите Никола Михайловски и Никола Златарски, му поставят категоричното условие да прекъсне всякакви връзки с Драган Цанков и неговото издание.
Отличава се присъствието и на английската дипломация в Търново. В „Цариградски вестник“, бр. 126 от 20 юни 1853 г. е поместено съобщение, че полковник Нил, британски консул в България, „е преместил столнината си в Търново. Досега той се нахождаше във Варна. На мястото му отиде през тези дни г-н Стенли“. „Цариградски вестник“ от септември 1853 г. съобщава, че „на 7 септември дойде в Търново и на 10 си замина испанският генерал Прим и английският консул г-н Нил, като прегледа въздигнатите табии /крепости/ около града.“.
През 1861 г. д-р Албърт Лонг – представител на Английското библейско дружество, прекарва продължително време в Търново. Сближава се с Евгения Кисимова и брат ѝ Пандели Кисимов. Неговата голяма заслуга е, че ангажира Петко Славейков при превода на Светото писание на български език. Изгонването на Драган Цанков от каймаканина Хасан Тахсен паша заварва д-р Лонг в Търново. Той бърза да се разграничи от прокатолическите усилия на водача на българските униати.
След като напуска Търново, д-р Лонг продължава да поддържа приятелски отношения с Евгения Кисимова, да обсъждат културния и обществен живот. Като редактор на „Зорница“ мисионерът го разпространява и в старата столица.